# Elisabeth Wiesmüller
Elisabeth Wiesmüller (* 10. August 1950 in Innsbruck) ist eine österreichische Politikerin (Grüne) und Erwachsenenbildnerin. Sie war zwischen 1999 und 2008 Abgeordnete zum Tiroler Landtag.

## Ausbildung und Beruf
Elisabeth Wiesmüller besuchte zwischen 1956 und 1960 die Volksschule und wechselte 1961 nach einer Klasse Hauptschule an die Frauenoberschule der Ursulinen Innsbruck (heute Wirtschaftkundliches Realgymnasium). Nach der Matura absolvierte Wiesmüller die Pädagogische Akademie des Bundes in Tirol und legte 1971 die Lehramtsprüfung für Volksschulen ab. 1972 bis 1981 studierte sie 1971 Germanistik und Psychologie an der Leopold-Franzens-Universität Innsbruck, wo sie 1981 ihr Rigorosum ablegte. 
Nach ihrer Ausbildung an der Pädagogischen Akademie war Wiesmüller zwischen 1971 und 1972 an der Volksschule Patsch beschäftigt. Sie übernahm während ihres Studiums diverse Vertretungen an Volksschulen und bildete sich in der Erwachsenenbildung weiter. Nach ihrem Studium arbeitete 
sie von 1982 bis 1999 als freie Erwachsenenbildnerin mit den Schwerpunkten Seminarleitung, Moderationen und Kommunikationstraining. Sie war zudem von 1993 bis 1999 Vertragslehrerin an der Sozialakademie Innsbruck.

## Politik
Politische engagierte sich Wiesmüller ab 1983 in der Brasiliengruppe in Innsbruck. Zudem war sie zwischen 1992 und 2002 in der Umweltplattform Südöstliches Mittelgebirge tätig und war 1993 bis 2005 Gemeinderätin in der Gemeinde Lans und im Gemeindevorstand. 1999 erreichte sie bei den Bürgermeisterdirektwahlen 33 % der Stimmen. Seit 30. März 1999 vertritt sie die Grünen im Tiroler Landtag und ist in der XIV. Gesetzgebungsperiode Mitglied im Ausschuss für Arbeit, Soziales und Gesundheit. 1999 bis 2003 war sie zudem Mitglied im Ausschuss für Föderalismus und Europäische Integration. Sie ist als Landtagsabgeordnete für die Region Innsbruck-Land zuständig. Nach eigenen Angaben liegen ihre politischen Schwerpunkte im Bereich Bildung, Entwicklungspolitik und Soziales, wobei sie sich insbesondere in der Behinderten- und Zuwanderungspolitik engagiert. Wiesmüller schied mit dem 1. Juli 2008 aus dem Landtag aus.